# Друцкий, Фёдор Семёнович
Фёдор Семёнович Друцкий (Друцкой) — князь, воевода и наместник во времена Ивана IV Васильевича Грозного, Фёдора Ивановича и Бориса Годунова.

## Биография
Единственный сын князя С. В. Друцкого. Впервые упомянут головою в Сторожевом полку в походе под Колывань, под командованием князя и воеводы Лыкова (1577). Осадный воевода в Белой (1581). Послан на воеводство в Тулу и отказавшись от должности служил там без места, в связи с местничеством с князем А. М. Приимковым-Ростовским (1582). Первый воевода в Мценске (1584—1585), в сентябре того же года переведён воеводой в Серпухов (1585). Местничал с князем и воеводой М. Щербатым (1585). Воевода и наместник в Орле (1587), Белёве (1588). Воевода в Туле (1591), командовал Сторожевым полком в Крапивне (1592), тогда же местничал с воеводой Передового полка в Михайлове князем А. Ф. Жировым-Засекиным, но спор проиграл. Вследствие вестей о нашествии крымских татар хана Казы-Гирея Боры послан к Тульской засеке с стрельцами и отрядом мордвы, потом оттуда ходил с отрядом на помощь Каширской засеки и принял участие в походе против крымских татар. Объезжий голова в Москве, в Китай-городе. (1599 и 1601). Местничал с объезжим головою князем М. Ф. Гвоздевым (1599). Первый воевода в Почепе (1602—1604). Потомства не оставил.